# Ашхен Атаљанц
Ашхен Атаљанц (Београд, 2. јануар 1971) српска је балерина и једна од оних који су оставили дубок траг у балету на просторима бивше Југославије.

## Биографија
Ашхен Атаљанц рођена је 2. јануара 1971. године у Београду. Отац Габриел, јерменског порекла, по занимању је психијатар, а мајка Гордана професор књижевности. 
Детињство је провела у Панчеву, где је направила своје прве балетске кораке. Из Панчева је отишла у Загреб, где је наставила да похађа балетску школу, а затим се сели у Београд. Године 1989. завршила је балетску школу „Лујо Давичо”. Већ наредне године постаје прва балерина Балетског ансамбла Народног позоришта, где је још као ученица балетске школе имала је солистичке улоге и убрзо почиње да добија главне улоге класичног репертоара.

## Каријера
Године 1991, наступа на балетском такмичењу у Осаки (Јапан) и осваја прву награду у категорији парова са партнером Константином Костјуковим. Исте године постаје (најмлађа) првакиња српског националног балета. Као првакиња националног театра гостовала је у Тел Авиву 1993. и Минхену 1994. године. После неспоразума са тадашњим управником Народног позоришта, Александром Берчеком, и минорног ангажовања одлази у Државну баварску оперу У Минхену. По Берчековом одласку, Ашхен се враћа у Народно позориште где је на челу балета тада кореограф Лидија Пилипенко.
Године 1997, одлази из Народног позоришта са којим никада није прекидала везе током ангажмана у иностраним балетским кућама. Од 1997. до 2000. била је солиста Државне опере у Берлину. У том делу каријере одиграла је углавном улоге из класичног репертоара, али почиње да се интересује и за модеран израз. Прекретницу у каријери прави 2000. године када се преласком у италијанску балетску кућу Атербалето окреће у потпуности модерној игри. Године 2006, враћа се у Србију са статусом слободног уметника, а 20 година каријере обележава априла 2007. на сцени Позоришта на Теразијама представом La Capinera.

### Главне улоге у Балету Народног позоришта у Београду
- Одета/Одилија – Лабудово језеро (кор. Д. Парлић),
- Китри – Дон Кихот (кор. В. Логунов),
- Никиа – Бајадера (кор. М. Петипа),
- Мирта, Жизела – Жизела (кор. Л. Лавровски),
- Жена – Васкрсење (кор. Л. Пилипенко),
- Аурора – Успавана лепотица (кор. В. Логунов),
- Маргарита Готје – Дама с камелијама (кор. Л. Лавровски),
- Девојка – Зимски снови (Д. Греј),
- Далила – Самсон и Далила (кор. Л. Пилипенко),
- Соло у сцени Тријумфа, у опери Аида.

## Награде и признања
- Награда за животно дело Удружења балетских уметника Србије (2018)
- Награда Златни беочуг за 2018. годину
- Награда за остварену главну улогу у балету „La Capinera” (2007) на другом Међународног фестивала медитеранског театра „Purgatorije”
- Награда Браћа Карић за животно дело (2006)
- Специјална годишња награда Цвет успеха за жену змаја за најзначајнија достигнућа у Београду (1992)
- Октобарска награда града Београда за врхунско достигнуће у области музичке и позоришне уметности, за улогу Китри у балету „Дон Кихот” (1992)
- Годишња награда Народног позоришта у Београду за улогу Китри у балету „Дон Кихот” (1991/92)
- Прва награда на светском балетском такмичењу у Осаки, Јапан (1991)
- Јубиларна награда поводом 120-годишњице постојања Народног позоришта у Београду, за улоге Одилије и Одете у балету „Лабудово језеро” (1990)[6]

## Занимљивости
По мајци је Српкиња, по оцу Јерменка и Секељка а има и немачких предака. Прадеда јој је био познати скореновачки и панчевачки лекар др Атаљанц, деда Ђорђе је био адвокат, а бака Терезија Варга, учитељица, која је у Ашхен пробудила љубав према балету. Ашхенин отац, Габријел Атаљанц, је лекар, поета и спортиста, а мајка професорка српског језика и књижевности.